# Sistema solar a la ficció
El Sistema Solar és un tema recurrent a la ciència-ficció com a marc per a les històries de la literatura i cinema d'aquest gènere. En aquest article se citen les connotacions i aparicions més remarcables de cada astre. Entre aquests, els viatges imaginaris i exploracions a la Lluna de la Terra es troben a la literatura del segle xvii. A principis del segle xx, després de l'augment del desenvolupament científic i tecnològic impulsat per la revolució industrial, els viatges ficticis a (o des de) altres planetes del sistema solar havien arribat a ser comuns en la ficció.
La literatura primerenca sobre el sistema solar, després d'especulacions científiques que daten del segle xvii, suposa que cada planeta va acollir les seves pròpies formes de vida natives—sovint suposant en forma d'humans, sinó en les actituds. La literatura posterior va començar a acceptar que havia límits establerts per la temperatura, la gravetat, la pressió i la composició de l'atmosfera, o la presència de líquids que establirien límits a la possibilitat de la vida com la coneixem, existent en altres planetes. Al segle xix, la Lluna es veu com un desert sense aire, incapaç de sostenir la vida en la seva superfície (l'esperança de vida sota la superfície va continuar fins més tard). Júpiter i els planetes més enllà eren massa grans, massa freds, i contenen atmosferes compostes de substàncies químiques tòxiques. Mercuri està massa prop del Sol i la seva superfície s'exposa a temperatures extremes. Els asteroides són massa petits i sense aire. A principis del segle xx, les perspectives de vida en el sistema solar es van centrar en Venus, les llunes més grans de Júpiter i Saturn, i especialment Mart.
Amb l'inici de l'era espacial, les sondes planetàries va fer créixer el dubte sobre la probabilitat de vida extraterrestre en el sistema solar, almenys la vida de qualsevol magnitud major que organismes com els bacteris. A mitjans de la dècada de 1960, va ser establert fermament que la vida no podia tenir punt de suport en les superfícies hostils de Mercuri o Venus, i que Mart amb prou feines podia donar suport cap forma de vida macroscòpica en la seva superfície, i molt menys una civilització avançada. En la dècada de 1980 es va demostrar que les superfícies de les llunes de Júpiter també eren hostils per a la vida.
La ficció més recent es va centrar en el sistema solar abordant la seva exploració amb fins com ara terraformació, l'enginyeria dels planetes per l'habitabilitat humana, amb la possibilitat de qualsevol tipus de vida existent.

## Mercuri
Antigament es creia que Mercuri sempre tenia una cara enfocant al Sol i una altra que no (com passa amb la Lluna respecte a la Terra), fet que provocava canvis de temperatures extrems, mentre que posteriorment va desmentir-se científicament aquesta teoria, descobriment reflectit a les obres ficcionals que l'usaven com a ambientació. La majoria de llibres o pel·lícules associen a Mercuri amb una calor extrema que influeix en el caràcter dels seus habitants, fent-los forts i passionals. També es presenta com un planeta que serveix de font de matèries primeres als altres cossos celestes, habitat per una societat al marge del sistema general, més salvatge.
Algunes obres on té un paper destacat són:
- Les sagues d'aventures de Leigh Brackett
- Runaround i The Dying Night, d'Isaac Asimov
- Iceworld (1953), de Hal Clement, un exemple de la teoria de les dues cares
- Diverses novel·les d'Arthur C. Clarke, on apareix com a important font minera
- La saga Star Trek
- Sunshine, pel·lícula sobre un Sol moribund

## Venus
Venus apareix com un planeta força similar a la Terra però en molts aspectes el seu revers, i sovint desconegut a causa d'una boira que oculta els seus habitants i omple el planeta de deserts, pantans plujosos i cels foscos. Els venusians tenen aspecte humanoide, igual que els marcians, i solen ser més propensos a l'ocultisme que la raça humana.
Obres notables:
- Les Venus Series d'Edgar Rice Burroughs
- The Long Rain i All Summer in a Day, de Ray Bradbury
- Obres de Leigh Brackett
- Journey to Venus de Gustavus W. Pope, on apareix Venus com un planeta de dinosaures, similar a la Terra primitiva
- The Space Merchants (1953)
- 3001: The Final Odyssey, d'Arthur C. Clarke
- Space Patrol, on apareixen les amazones, un tòpic d'algunes novel·les antigues (per la deessa Venus que dona nom al planeta)
- Les sèries de Stanley Grauman Weinbaum

## Mart
Els marcians són els extraterrestes més freqüents, d'aspecte humanoide i característiques diverses, anant des de criatures hostils que volen conquerir la Terra (tòpic reforçat pel déu Mart que dona nom al planeta) fins a una espècie més intel·ligent que la humana que vol ajudar-los a no destruir-se. Els marcians són amb diferència els àliens que més interaccionen amb els humans, enviant naus i missions inesperades o abduint-ne alguns dels seus habitants amb finalitat científica. El color verd és la característica comuna dels marcians més prototípics.
La proximitat a la Terra ha fet que aparegui com un planeta força similar, amb variacions en característiques científiques però habitable i amb societats establertes. A vegades aquestes societats ja estan extintes i els astronautes només veuen restes que han de desxifrar. La terraformació és un tòpic lligat a aquesta proximitat: es tracta de replicar les condicions de vida de la Terra a Mart per fer-lo habitable per colònies que escapen d'un planeta replet, contaminat i ple de conflictes.
Les obres més famoses que usen Mart com a escenari són:
- La guerra dels mons, de H G Wells.
- Aelita (1922), interessant per reflectir el punt de vista soviètic
- Cròniques Marcianes, de Ray Bradbury
- El cicle marcià d'Edgar Rice Burroughs
- Mars Trilogy de Kim Stanley Robinson
- Ilium/Olympos de Dan Simmons, on es barreja la ciència-ficció amb l'Odissea d'Homer
- Doom, la saga de videojocs
- Mars Attacks!, paròdia al cinema del gènere
- Mars Projekt, d'Andreas Eschbach
- Santa Claus Conquers the Martians, considerada una de les pitjors pel·lícules sobre el tema segons l'IMDb
- L'Homme de Mars, de Guy de Maupassant
- Les novel·les de Philip K. Dick
- Robinson Crusoe on Mars, pel·lícula que emula les gestes de Robinson Crusoe a l'espai

## Júpiter
Júpiter i les seves llunes són usades com a marc en diverses històries on el viatge espacial ja no és un problema i on usualment conviuen diverses espècies al cosmos interaccionant entre elles. En ser un planeta gasós, no admet la vida igual que la humana i per això adquireixen més protagonisme els seus satèl·lits, especialment Europa. La seva gran mida fa que aparegui com un planeta central dins la jerarquia solar en aquelles obres que presenten classes socials ben marcades.
Entre els títols que ambienten la ficció a Júpiter, cal destacar els següents:
- Micromégas, de Voltaire
- Diverses novel·les d'Isaac Asimov
- La saga de ciència-ficció política Bio of A Space Tyrant de Piers Anthony
- Les obres d'Arthur C. Clarke, especialment Rendezvous with Rama
- Algunes històries de Catherine Lucille Moore
- La saga de John Varley Eight Worlds

## Saturn
Saturn atreu pels seus anells i apareix a diverses obres del gènere, però usualment com un marc accidental, com un planeta visitat dins un viatge més extens o com a part d'un sistema global, més que no pas com a ambient rellevant en ell mateix. Els satèl·lits de Saturn tenen un paper rellevant, especialment Tità, ja que les seves característiques el fan molt proper a la Terra; per això té presència creixent a la ciència-ficció.
Algunes obres que han citat Saturn o les seves llunes com a marc important són:
- Off on a Comet, de Jules Verne
- Els Mites de Cthulhu de Lovecraft
- Beetlejuice, film de Tim Burton
- La saga d'Ender d'Orson Scott Card
- The Puppet Masters, de Robert A. Heilein
- The Sirens of Titan, de Kurt Vonnegut

## Urà

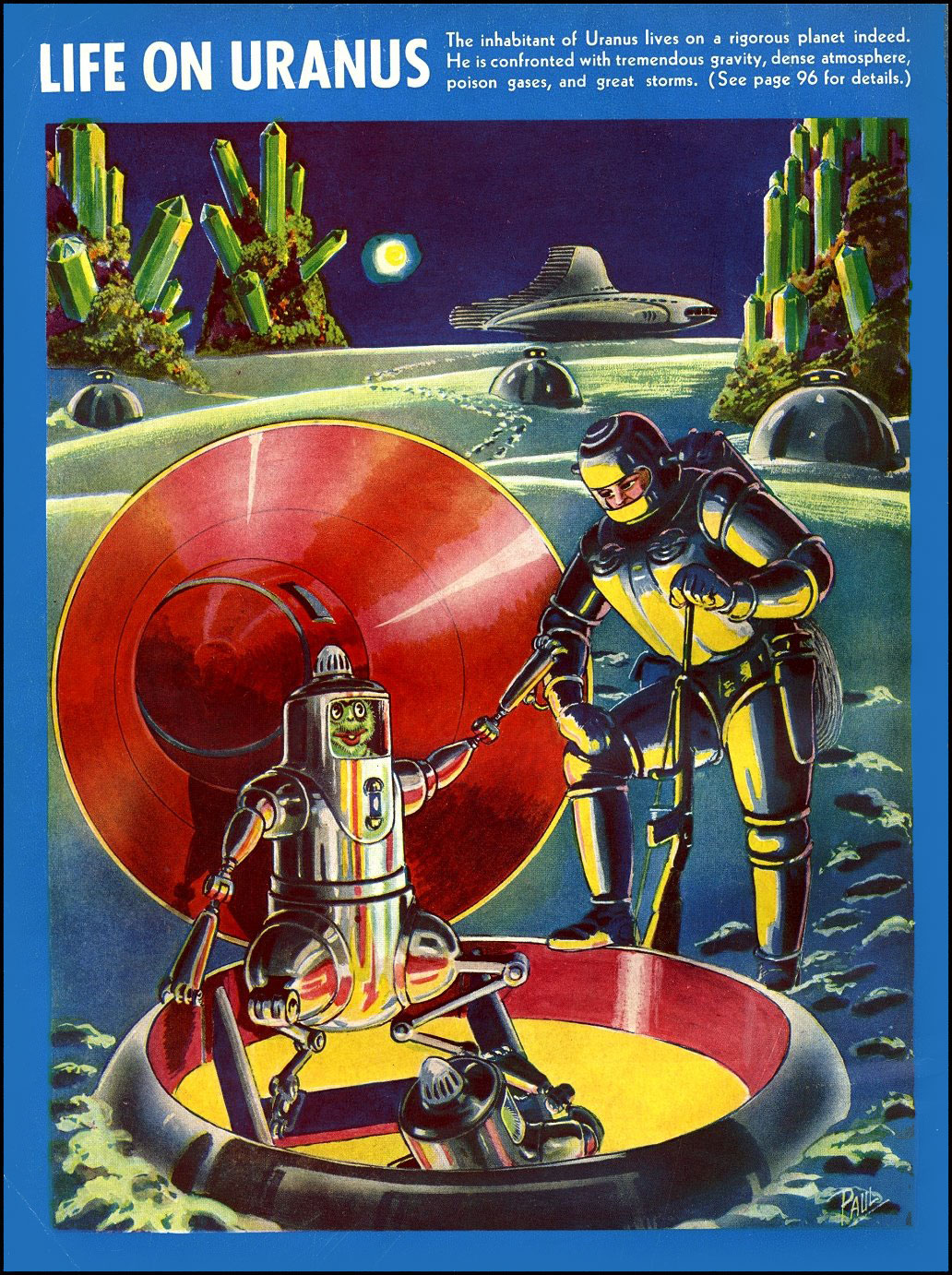
Portada de Fantastic Adventures de l'abril de 1940, on s'hi mostra Urà amb vida extraterrestre.

Urà, igual que els planetes més allunyats de la Terra i els altres cossos de l'espai, no sol aparèixer com a ambientació independents, sinó com a part d'un sistema planetari més ampli, pel qual viatgen els protagonistes de les novel·les o pel·lícules. La seva distància amb la Terra fa que els seus habitants siguin monstres, robots o races ben diferents als homes.
Alguns exemples on apareixen Urà i els seus satèl·lits:
- Les diverses aventures de Buck Rogers, on s'introdueixen els robots uranians
- A World Out of Time (1976)
- The Chronicles of Amber, de Roger Zelazny

## Neptú

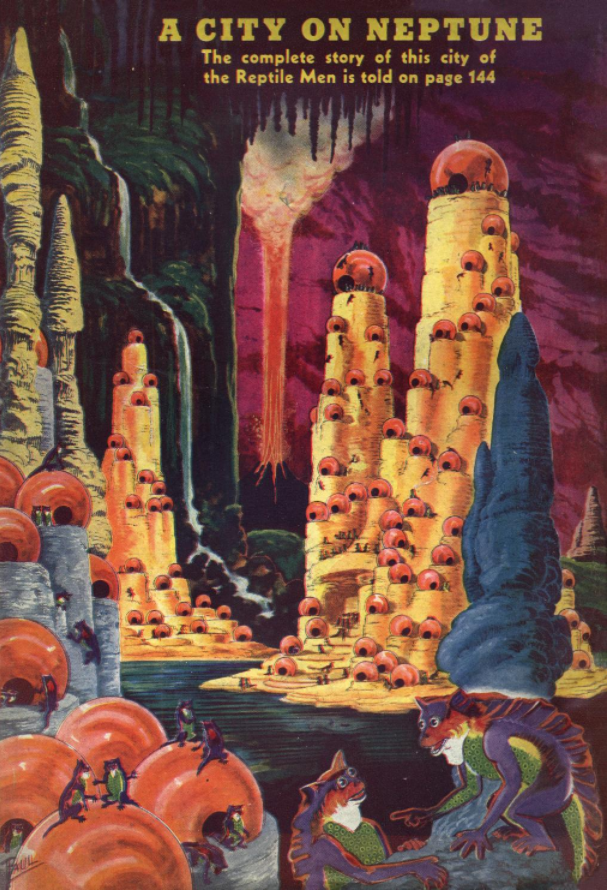
Portada de Amazing Stories on s'hi mostra una ciutat fictícia a Neptú.

Malgrat el déu que li dona nom, Neptú no apareix com un planeta aquàtic (amb l'excepció de les aventures del Captain Future als anys 50), sinó que reflecteix fidelment els descobriments científics sobre ell a cada època, incloent l'addició de les seves llunes com a escenari per a la ficció. És a dir, les descripcions sobre Neptú van canviant segons el progrés de l'astronomia, tot i incloure extraterrestres o viatges tripulats que no s'han produït a la realitat.
Obres destacades:
- Last and First Men, d'Olaf Stapledon
- La pel·lícula Event Horizon
- Urusei Yatsura, un dels animes que retrata Neptú com a planeta gelat, una descripció freqüents

## Plutó
Plutó gaudeix de gran popularitat a la ciència-ficció, ja que es va descobrir molt tard en comparació amb els seus planetes veïns (el 1930) i perquè va perdre la seva classificació com a planeta en un debat el 2006 (es denomina planeta nan des d'aleshores). Això, unit a la seva mida petita i a les seves excentritats orbitals, el van fer un nom conegut per als autors del gènere, que el van triar per ubicar les seves obres.
Alguns exemples serien:
- Lensman series, de E. E. Smith
- Diverses obres de Larry Niven
- Vacuum Diagrams, antologia d'històries de Stephen Baxter
- La saga Star Trek
- Els còmics Marvel de Guardians of the Galaxy

## Altres planetes i cossos
Els autors han inventat l'existència d'altres planetes com a part del sistema solar, o bé n'han postulat l'existència en una època pretèrita de la qual troben proves els protagonistes de les seves obres. Alguns títols rellevants serien:
- La sèrie Doctor Who
- The Illuminatus Trilogy, que aprofita la teoria d'una contra-Terra o un planeta bessó a l'altre costat del Sol
- Els còmics 2000 AD
- La saga de Superman, nascut a Krypton
- Charlie and the Great Glass Elevator, de Roald Dahl
- Alf, la sèrie de televisió
- El còmic Flash Gordon

Els asteroides també han estat seu per a viatges de l'espai, races extraterrestres i aventures, com per exemple:
- El Petit Príncep
- La saga Dune
- Les novel·les de la sèrie The Way de Greg Bear
- La sèrie de dibuixos animats Futurama
- Armageddon (pel·lícula)
- Starship Troopers, tant els llibres com les pel·lícules

## Els cometes
El cometa ha fascinat els homes des de l'Antiguitat. Vist com un signe diví, un presagi de canvis importants i més rarament com a elements per millorar el viatge per l'espai. Entre les obres que més pes donen als cometes del sistema solar dins la ciència-ficció i no com a profecia o senyal del cel, cal destacar
- La Fin du Monde, de Camille Flammarion, on el cometa és signe de destrucció
- Deep Impact, exemple de films de catàstrofes còsmiques
- In the Days of the Comet, de H.G. Wells